# 爆龍戰隊暴連者 20th 不可饒恕的暴亂
爆龍戰隊暴連者 20th 不可饒恕的暴亂 是2023年9月1日上映的特攝電影，同時也是《爆龍戰隊暴連者》的二十週年紀念作。，其DVD和藍光光碟計劃於2024年3月27日發行。

## 本作特色
- 本作為《爆龍戰隊暴連者》二十週年紀念作。[3]

## 故事概要
暴連者擊敗艾瓦里安之神：邪命神德志魔宙斯的20年後。旅居美國的伯亞凌駕與其姪女伯亞舞決定返回日本，三條幸人與今中笑里夫婦正在籌備派對。然而，突然出現的三合使徒第24號暴蓮花壁虎。凌駕、幸人以及從恐龍世界趕來的飛鳥三人決定挺身而出。對於久違的暴連者活躍，年輕的社會學者五百田葵不知何故透過電視節目對暴連者猛烈批評。
同時，暴蓮花壁虎復活了暴殺手：仲代壬琴，並繼續執行使地球變成無法居住的死人星球的邪惡陰謀。

## 登場人物

### 《爆龍戰隊暴連者》登場人物
伯亞 凌駕／ 暴紅
演：西興一朗

三條 幸人／ 暴藍
演：冨田翔

樹 蘭琉／ 暴黃
演：伊藤愛子

飛鳥／ 暴黑
演：阿部薫

仲代 壬琴／ 暴殺手
演：田中幸太朗
於《爆龍戰隊暴連者》本篇第48話中已逝世。
今中笑里／小笑
演：西島未智
伯亞舞
演：坂野真彌
八手電話鱷
（CV：津久井教生)